# Lipinia miangensis
Espèce
Synonymes
- Lygosoma miangensis Werner, 1910

Statut de conservation UICN

 DD  : Données insuffisantes
Lipinia miangensis est une espèce de sauriens de la famille des Scincidae.

## Répartition
Cette espèce est endémique de l'île de Miang au Kalimantan oriental sur l'île de Bornéo en Indonésie.

## Étymologie
Son nom d'espèce, composé de miang et du suffixe latin -ensis, « qui vit dans, qui habite », lui a été donné en référence au lieu de sa découverte : l'île de Miang.

## Publication originale
- Werner, 1910 : Über neue oder seltene Reptilien des Naturhistorischen Museums in Hamburg. II. Eidechsen. Jahrbuch der hamburgischen Wissenschaftlichen Anstalten, vol. 27, no 2, p. 1-46 (texte intégral).